# Andrzej Olechowski

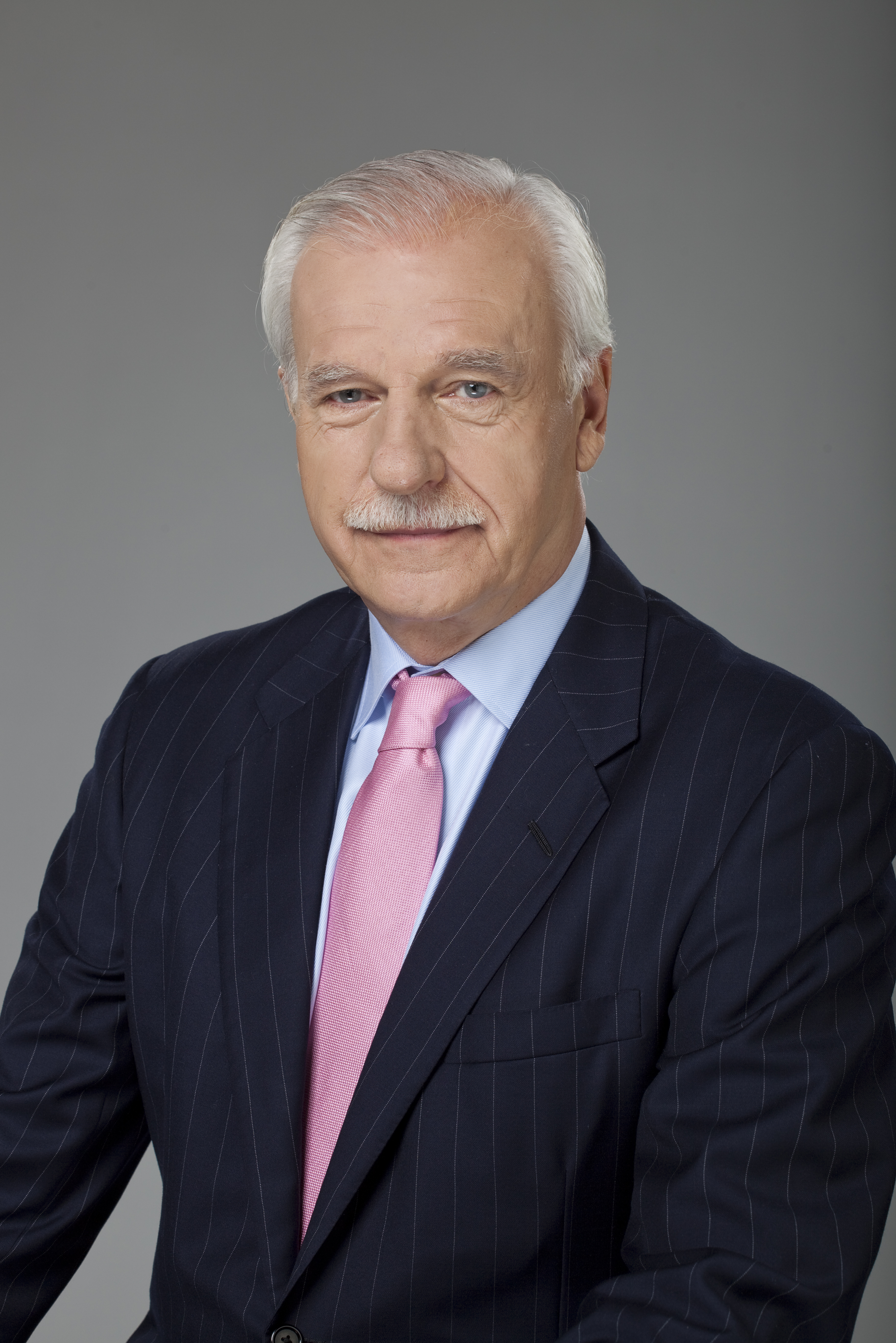
Andrzej Olechowski

Andrzej Marian Olechowski (Cracovia (Polonia), 9 de agosto de 1947), político polaco. En PRL fue en Partido Unido de los Trabajadores Polacos.
Después de 1989 fue el Ministro de Hacienda de Polonia (Ministerstwo Finansów).Después fue el consejero del Presidente de Polonia Lech Wałęsa y luego fue el Ministro de Asuntos Exteriores de Polonia (Ministerstwo Spraw Zagranicznych). En 2000 participó en elecciones presidenciales. Fue el segundo. En 2001 fundó con  Donald Tusk y Maciej Płażyński nuevo partido; la Plataforma Cívica.
- Datos: Q515365
- Multimedia: Andrzej Olechowski / Q515365